# Beno Blachut

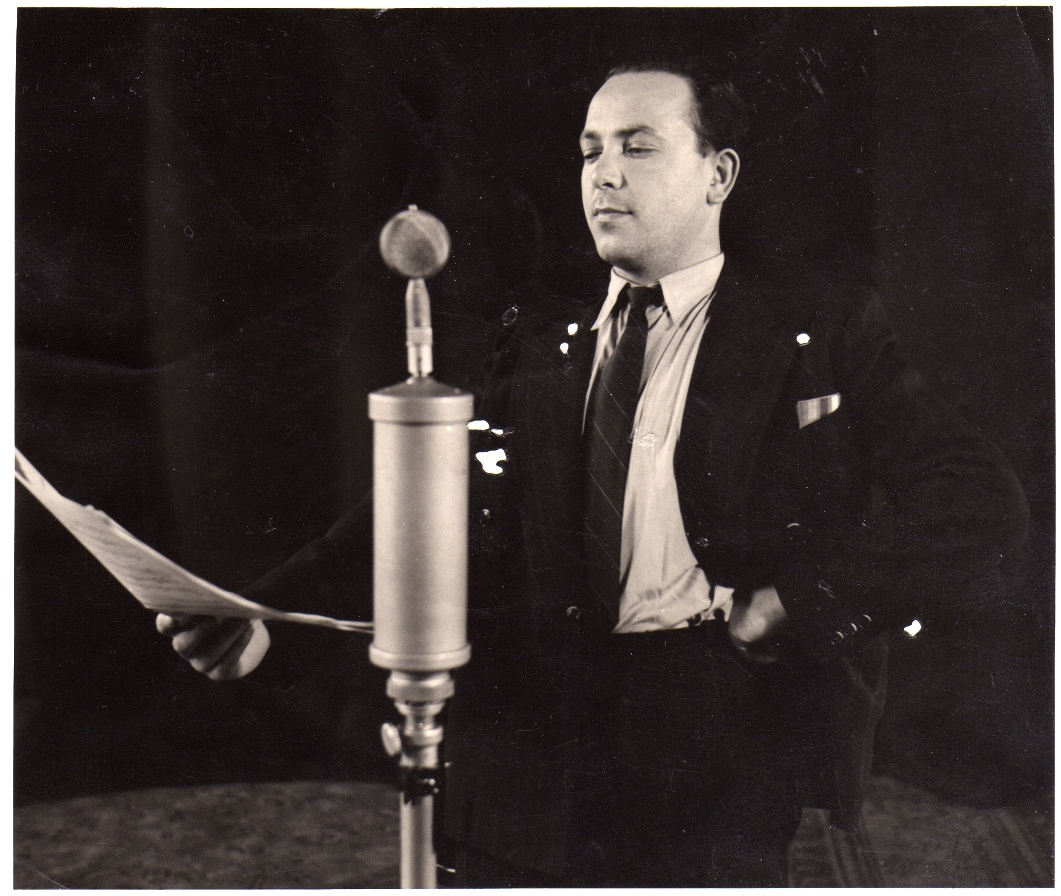
Beno Blachut

Beno Blachut (* 14. Juni 1913 in Witkowitz (bei Mährisch-Ostrau); † 10. Januar 1985 in Prag) war ein tschechoslowakischer Tenor.

## Leben
Blachut arbeitete zunächst in einem Eisenwerk am Hochofen in Ostrava. Von 1935 bis 1939 absolvierte er sein Gesangsstudium am Prager Konservatorium vor allen Dingen bei Luis Kadeřábek. 1938 hatte er sein Debüt als Jenik in Smetanas Verkaufter Braut am Opernhaus in Olmütz. Hier wirkte er bis 1941. Nach einem erfolgreichen Gastspiel 1941 wiederum in der Rolle des Jeník am Prager Nationaltheater wurde er erster Tenor dieses Opernhauses. Er wurde einer der prominentesten Sänger dieses bedeutenden Opernhauses und zeichnete hier vor allem für Rollen aus dem tschechischen Nationalrepertoire (Smetana, Dvořák, Janáček). 1941 wirkte er an der Uraufführung von František Škroups bereits 1855 komponierten Oper Columbus mit.
Gastspiele und Konzerte nach dem Zweiten Weltkrieg in Wien (1948), in Österreich, Polen und Ungarn brachten ihm große Erfolge ein. Beim Holland Festival 1959 bewunderte man ihn in der Rolle des Boris in Katja Kabanowa von Leoš Janáček. 1964 gastierte er mit Janáček Oper Aus einem Totenhaus bei den Festspielen von Edinburgh. 1970 sang er nochmals mit dem Ensemble der Nationaloper Prag Die Ausflüge des Herrn Broucek von Janáček.
Blachut war daneben als Konzertsänger tätig. Auch als Lied- und Oratoriensänger genoss er international hohes Ansehen. Er wirkte bei zahlreichen Tonträgeraufnahmen im Bereich des Liedes und der Oper vor allem für das Label Supraphon mit.
Zweimal wurde Blachut mit dem Staatspreis der CSSR ausgezeichnet.